# 12595 Amandashaw
A 12595 Amandashaw (ideiglenes jelöléssel 1999 RD149) a Naprendszer kisbolygóövében található aszteroida. A LINEAR projekt keretében fedezték fel 1999. szeptember 9-én.